# Pyrrhia postclara
Pyrrhia postclara är en fjärilsart som beskrevs av Barend J. Lempke 1966. Pyrrhia postclara ingår i släktet Pyrrhia och familjen nattflyn. Inga underarter finns listade.